# Gavilanes
Gavilanes település Spanyolországban, Ávila tartományban. Gavilanes Serranillos, Pedro Bernardo, Navamorcuende, Almendral de la Cañada, Sartajada és Mijares községekkel határos. Lakosainak száma 529 fő (2024).

## Népesség
A település népessége az utóbbi években az alábbiak szerint változott:
| Lakosok száma | 726  | 693  | 675  | 631  | 649  | 643  | 615  | 586  | 576  | 529  |
|               | 2001 | 2004 | 2006 | 2009 | 2011 | 2014 | 2016 | 2019 | 2021 | 2024 |